# SM UC-33
SM UC-33 – niemiecki podwodny stawiacz min z okresu I wojny światowej, jedna z 64 zbudowanych jednostek typu UC II. Zwodowany 26 sierpnia 1916 roku w stoczni Vulcan w Hamburgu, został wcielony do służby w Kaiserliche Marine 25 września 1916 roku. Włączony w skład 1. Flotylli U-Bootów Hochseeflotte, w czasie służby operacyjnej odbył siedem patroli i misji bojowych, w wyniku których zatonęło 35 statków o łącznej pojemności 20 625 BRT i niszczyciel o wyporności 370 ton, a jeden statek o pojemności 6430 BRT został uszkodzony. SM UC-33 został zatopiony 26 września 1917 roku, staranowany przez brytyjski patrolowiec HMS P61 w Kanale Świętego Jerzego.

## Projekt i budowa
Dokonania pierwszych niemieckich podwodnych stawiaczy min typu UC I, a także zauważone niedostatki tej konstrukcji, skłoniły dowództwo Cesarskiej Marynarki Wojennej z admirałem von Tirpitzem na czele do działań mających na celu budowę nowego, znacznie większego i doskonalszego typu okrętu podwodnego. Opracowany latem 1915 roku projekt okrętu, oznaczonego później jako typ UC II, tworzony był równolegle z projektem przybrzeżnego torpedowego okrętu podwodnego typu UB II. Głównymi zmianami w stosunku do poprzedniej serii były: instalacja wyrzutni torpedowych i działa pokładowego, zwiększenie mocy i niezawodności siłowni oraz wzrost prędkości i zasięgu jednostki – kosztem rezygnacji z możliwości łatwego transportu kolejowego, ze względu na powiększone rozmiary.
SM UC-33 zamówiony został 29 sierpnia 1915 roku jako osiemnasta jednostka z I serii okrętów typu UC II (numer projektu 41, nadany przez Inspektorat U-Bootów), w ramach wojennego programu rozbudowy floty . Został zbudowany w stoczni Vulcan w Hamburgu jako jeden z 21 okrętów typu UC II zamówionych w tej wytwórni. Stocznia oszacowała czas budowy okrętu na 8 miesięcy. UC-33 otrzymał numer stoczniowy 72 (Werk 72)  . Stępkę okrętu położono w 1915 roku, a zwodowany został 26 sierpnia 1916 roku . Koszt budowy okrętu wyniósł 1 mln 727 tys. marek.

## Dane taktyczno-techniczne

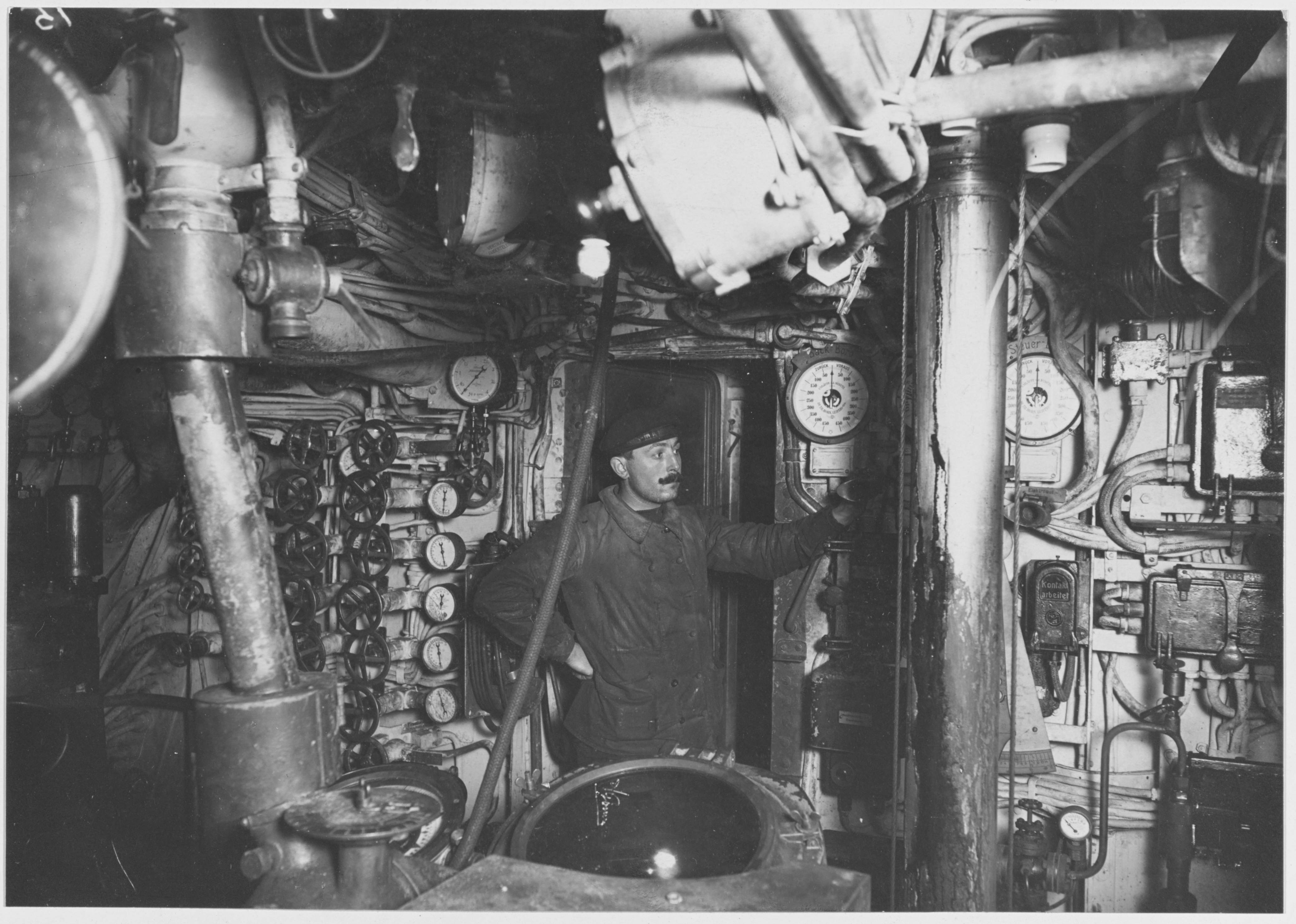
Wnętrze siostrzanego okrętu UC-58

SM UC-33 był średniej wielkości przybrzeżnym okrętem podwodnym o konstrukcji dwukadłubowej. Długość całkowita wynosiła 49,45 metra, szerokość 5,22 metra i zanurzenie 3,68 metra. Wykonany ze stali kadłub sztywny miał 39,3 metra długości i 3,65 metra szerokości) . Wysokość (od stępki do szczytu kiosku) wynosiła 7,46 metra . Wyporność w położeniu nawodnym wynosiła 400 ton, a w zanurzeniu 480 ton. Jednostka miała wysoki, ostry dziób przystosowany do przecinania sieci zagrodowych; do jej wnętrza prowadziły trzy luki, zlokalizowane przed kioskiem, w kiosku i w części rufowej, prowadzący do maszynowni . Cylindryczny kiosk miał średnicę 1,4 metra i wysokość 1,8 metra, obudowany był opływową osłoną .
Okręt napędzany był na powierzchni przez dwa 6-cylindrowe, czterosuwowe silniki wysokoprężne MAN S6V23/34 o łącznej mocy 368 kW (500 KM), a pod wodą poruszał się dzięki dwóm silnikom elektrycznym SSW o łącznej mocy 340 kW (460 KM). Dwa wały napędowe obracały dwie śruby wykonane z brązu manganowego (o średnicy 1,9 metra i skoku 0,9 metra) . Okręt osiągał prędkość 11,6 węzła na powierzchni i 6,7 węzła w zanurzeniu. Zasięg wynosił 10 040 Mm przy prędkości 7 węzłów w położeniu nawodnym oraz 53 Mm przy prędkości 4 węzłów pod wodą. Zbiorniki mieściły 55 ton paliwa , a energia elektryczna magazynowana była w dwóch bateriach akumulatorów 26 MAS po 62 ogniwa, zlokalizowanych pod przednim i tylnym pomieszczeniem mieszkalnym załogi. Okręt miał siedem zewnętrznych zbiorników balastowych . Dopuszczalna głębokość zanurzenia wynosiła 50 metrów , a czas wykonania manewru zanurzenia 40 sekund.
Głównym uzbrojeniem okrętu było 18 min kotwicznych typu UC/200 w sześciu skośnych szybach minowych o średnicy 100 cm, usytuowanych w podwyższonej części dziobowej jeden za drugim w osi symetrii okrętu, pod kątem do tyłu (sposób stawiania – „pod siebie”). Układ ten powodował, że miny trzeba było stawiać na zaplanowanej przed rejsem głębokości, gdyż na morzu nie było do nich dostępu, co znacznie zmniejszało skuteczność okrętów tego typu. Wyposażenie uzupełniały dwie zewnętrzne wyrzutnie torped kalibru 500 mm (umiejscowione powyżej linii wodnej na dziobie, po obu stronach szybów minowych), jedna wewnętrzna wyrzutnia torped kalibru 500 mm na rufie (z łącznym zapasem 7 torped) oraz umieszczone przed kioskiem działo pokładowe kalibru 88 mm L/30, z zapasem amunicji wynoszącym 130 naboi . Okręt wyposażony był w dwa peryskopy Zeissa: wachtowy i bojowy oraz radiostację z podnoszonym masztem o wysokości 10 metrów. Wyposażenie uzupełniała kotwica grzybkowa o masie 272 kg .
Załoga okrętu składała się z trzech oficerów oraz 23 podoficerów i marynarzy..

## Służba

### 1916 rok
SM UC-33 został wcielony do służby w Cesarskiej Marynarce Wojennej 25 września 1916 roku . Tego dnia dowództwo jednostki objął kpt. mar. (niem. Kapitänleutnant) Martin Schelle . Po okresie szkolenia okręt został 16 grudnia włączony w skład 1. Flotylli U-Bootów Hochseeflotte, nie odnosząc do końca tego roku żadnych sukcesów .

### 1917 rok
Z dniem 1 lutego 1917 roku, rozkazem szefa sztabu admiralicji niemieckiej z 12 stycznia tego roku, U-Booty należące do czterech flotylli Hochseeflotte, Flotylli Flandria i Flotylli Pola rozpoczęły nieograniczoną wojnę podwodną. 
8 lutego na pozycji 52°35′N 3°20′E/52,583333 3,333333 okręt zatrzymał i po ewakuacji załogi zatopił zbudowany w 1916 roku holenderski trawler „Derika” o pojemności 153 BRT . 14 lutego w odległości 30 Mm na południowy zachód od latarni morskiej Fastnet U-Boot zatrzymał i po zejściu załogi zatopił ogniem artyleryjskim zbudowany w 1888 roku brytyjski czteromasztowy bark ze stalowym kadłubem „Eudora” (1991 BRT), płynący z ładunkiem kukurydzy z Buenos Aires do Queenstown  . 18 lutego na postawionej przez UC-33 minie zatonął na Morzu Irlandzkim zbudowany w 1906 roku brytyjski uzbrojony trawler HMT „Clifton” (242 BRT), na pokładzie którego śmierć poniosło 13 osób (w tym kapitan Edward Garrod) . 24 lutego nieopodal Portmahomack ten sam los spotkał zbudowany w 1890 roku brytyjski jacht marynarki HMY „Verona” o pojemności 437 BRT (na pozycji 57°52′N 3°39′W/57,866667 -3,650000, zginęło 23 członków załogi) .
14 kwietnia na postawionej przez U-Boota na Morzu Irlandzkim minie w odległości 1,5 Mm na południe od latarniowca Coningbeg ciężkich uszkodzeń doznał zbudowany w 1891 roku brytyjski parowiec „Hermione” o pojemności 4011 BRT, płynący z ładunkiem drobnicy i koni z Buenos Aires do Liverpoolu. Statek został osadzony na mieliźnie nieopodal Waterford i rozebrany później na złom . 20 kwietnia na postawionej przez UC-33 minie u wybrzeży Waterford zatonął zbudowany w 1916 roku brytyjski uzbrojony trawler HMT „Loch Eye” (225 BRT), a na jego pokładzie śmierć poniosło siedmiu marynarzy (na pozycji 52°08′N 6°59′W/52,133333 -6,983333) . 21 kwietnia w odległości 35 Mm na północny zachód od wyspy Foula okręt podwodny zatrzymał i zatopił dwa brytyjskie trawlery: zbudowany w 1897 roku „Jedburgh” (165 BRT) i pochodzący z 1898 roku „Yeovil” o pojemności 164 BRT (na pokładzie tego ostatniego zginęła jedna osoba)  .
5 maja na postawionej przez U-Boota w odległości 4 Mm od Ballycotton minie zatonął ze stratą siedmiu członków załogi zbudowany w 1898 roku brytyjski parowiec „Lodes” o pojemności 396 BRT, transportujący węgiel na trasie Newport – Cork  . 23 maja nieopodal Wysp Owczych okręt zatrzymał i zatopił po ewakuacji załóg pięć duńskich łodzi rybackich: „Beinir” (73 BRT), „Britannia” (69 BRT), „Else” (78 BRT), „Margrethe” (104 BRT) i „Streymoy” (81 BRT) . Tego dnia w odległości 60–65 Mm na południowy zachód od północnego krańca Suðuroy ten sam los spotkał dwa brytyjskie trawlery: „Olearia” (209 BRT) i „Sisapon” (211 BRT)  . Nazajutrz na tych samych wodach UC-33 zatopił kolejne trzy duńskie łodzie rybackie: „Brestir” (69 BRT), „Isabella Innes” (37 BRT) i „Traveller” (76 BRT) . 25 maja na wodach między Szetlandami a Wyspami Owczymi okręt podwodny zatopił bez strat w załogach trzy neutralne jednostki: zbudowany w 1903 roku duński trójmasztowy drewniany szkuner „A.H. Friis” o pojemności 110 BRT, przewożący ładunek soli z Setúbal do Trongisvágur ; pochodzący z 1889 roku norweski parowiec „Glyg” (358 BRT), transportujący sól i puste beczki z Fraserburgh do Siglufjörður  oraz zbudowany w 1887 roku norweski bark z żelaznym kadłubem „Whinlatter” o pojemności 1378 BRT, płynący z ładunkiem drewna na trasie Nowy Orlean – Kopenhaga (na pozycji 61°04′N 2°53′W/61,066667 -2,883333) .
28 czerwca w odległości 65 Mm na wschód od Sumburgh Head UC-33 zatrzymał i po ewakuacji załogi zatopił z działa pokładowego brytyjską motorową łódź rybacką „Corona” o pojemności 48 BRT . Następnego dnia jej los podzieliły dwie kolejne brytyjskie łodzie rybackie: „Gem” (79 BRT) i „Manx Princess” (87 BRT), zatrzymane i zatopione ogniem artyleryjskim w odległości 18 Mm na południowy wschód od Rattray Head . 30 czerwca w odległości około 40 Mm na wschód od Orkadów okręt zatopił zbudowany w 1908 roku szwedzki parowiec „Germania” o pojemności 1064 BRT, płynący z ładunkiem drobnicy z Göteborga do Kingston upon Hull (na pozycji 59°00′N 1°10′W/59,000000 -1,166667, nikt nie zginął) . Tego dnia na postawionej przez U-Boota u wybrzeży Szetlandów minie zatonął na pozycji 60°02′N 1°07′W/60,033333 -1,116667 ze stratą 40 członków załogi brytyjski niszczyciel HMS „Cheerful” (370 ts) .
1 lipca w odległości 15 Mm na północny wschód od Rattray Head okręt zatrzymał i po ewakuacji załogi zatopił zbudowany w 1844 roku brytyjski drewniany szkuner „Ariel” o pojemności 108 BRT, przewożący ropę naftową oraz węgiel z Leith do Lerwick (na pozycji 57°54′N 1°12′W/57,900000 -1,200000) . Nazajutrz w odległości 26 Mm na południowy wschód od Sumburgh Head UC-33 zatrzymał i po ewakuacji załóg zatopił z działa pokładowego dwa brytyjskie dryftery: „General Buller” (72 BRT) i „Hamnavoe” (57 BRT) . 6 lipca ofiarami UC-33 zostały dwie holenderskie żaglowe łodzie rybackie, zatopione po ewakuacji załóg z działa pokładowego: „Handel En Visscherij” (76 BRT) i „Piet Hein” (100 BRT), które zatonęły na pozycji 56°50′N 5°20′E/56,833333 5,333333  . Tego dnia na pozycji 57°03′N 4°46′E/57,050000 4,766667 okręt zatrzymał i po zejściu załogi zatopił zbudowany w 1877 roku norweski drewniany bark „Skjald” o pojemności 477 BRT, transportujący stemple z Fredrikstad do Blyth . 7 lipca na postawionej przez U-Boota na wodach Auskerry Sound minie (na pozycji 59°03′N 2°34′W/59,050000 -2,566667) zatonął ze stratą czterech członków załogi zbudowany w 1912 roku brytyjski dryfter HMD „Southesk” (93 BRT) .
20 lipca 1917 roku nowym dowódcą UC-33 został por. mar. (niem. Oberleutnant zur See) Alfred Arnold, dowodzący wcześniej UC-49 . Pod jego rozkazami okręt zatopił dwie sporych rozmiarów brytyjskie jednostki: pochodzący z 1910 roku uzbrojony statek pasażerski „Akassa” (3919 BRT), przewożący drobnicę i pasażerów na trasie Liverpool – Afryka Zachodnia, który 13 sierpnia został storpedowany bez ostrzeżenia na pozycji 51°23′N 8°47′W/51,383333 -8,783333 (zginęło siedmiu członków załogi)   oraz zbudowany w 1914 roku uzbrojony parowiec „Spectator” (3808 BRT), płynący z ładunkiem drobnicy z Zatoki Stołowej do Liverpoolu, storpedowany bez ostrzeżenia 19 sierpnia na pozycji 51°28′N 8°41′W/51,466667 -8,683333 (nikt nie zginął)  .
26 września 1917 roku w Kanale Świętego Jerzego UC-33 przeprowadził nawodny atak torpedowy na zbudowany w 1914 roku duży brytyjski zbiornikowiec „San Zeferino” (6430 BRT), płynący pod balastem z Avonmouth do Tampico, w wyniku którego cel został uszkodzony (na skutek eksplozji torpedy zginęło trzech członków załogi statku) . U-Boot został dostrzeżony, ostrzelany i staranowany przez brytyjski patrolowiec HMS P61 na pozycji 51°53′N 6°14′W/51,883333 -6,233333 . Z załogi liczącej 28 osób ocalał jedynie dowódca UC-33 (drugi uratowany rozbitek, bosman Wolter, zmarł następnego dnia) .

### Podsumowanie działalności bojowej
SM UC-33 przeprowadził łącznie siedem patroli i misji bojowych, podczas których za pomocą min, torped i ładunków wybuchowych zatopił 35 statków o łącznej pojemności 20 625 BRT i niszczyciel o wyporności 370 ton, a jeden statek o pojemności 6430 BRT został uszkodzony . Na pokładach zatopionych i uszkodzonych jednostek zginęło co najmniej 105 osób, w tym 40 na brytyjskim niszczycielu HMS „Cheerful”  . Pełne zestawienie strat przedstawia poniższa tabela :
| Data             | Nazwa                  | Państwo         | Tonaż       | Los jednostki |
| ---------------- | ---------------------- | --------------- | ----------- | ------------- |
| 8 lutego 1917    | „Derika”               | Holandia        | 153         | zatopiony     |
| 14 lutego 1917   | „Eudora”               | Wielka Brytania | 1991        | zatopiony     |
| 18 lutego 1917   | HMT „Clifton”          | Royal Navy      | 242         | zatopiony     |
| 24 lutego 1917   | HMY „Verona”           | Royal Navy      | 437         | zatopiony     |
| 14 kwietnia 1917 | „Hermione”             | Wielka Brytania | 4011        | zatopiony     |
| 20 kwietnia 1917 | HMT „Loch Eye”         | Royal Navy      | 225         | zatopiony     |
| 21 kwietnia 1917 | „Jedburgh”             | Wielka Brytania | 165         | zatopiony     |
| 21 kwietnia 1917 | „Yeovil”               | Wielka Brytania | 164         | zatopiony     |
| 5 maja 1917      | „Lodes”                | Wielka Brytania | 396         | zatopiony     |
| 23 maja 1917     | „Beinir”               | Dania           | 73          | zatopiony     |
| 23 maja 1917     | „Britannia”            | Dania           | 69          | zatopiony     |
| 23 maja 1917     | „Else”                 | Dania           | 78          | zatopiony     |
| 23 maja 1917     | „Margrethe”            | Dania           | 104         | zatopiony     |
| 23 maja 1917     | „Olearia”              | Wielka Brytania | 209         | zatopiony     |
| 23 maja 1917     | „Sisapon”              | Wielka Brytania | 211         | zatopiony     |
| 23 maja 1917     | „Streymoy”             | Dania           | 81          | zatopiony     |
| 24 maja 1917     | „Brestir”              | Dania           | 69          | zatopiony     |
| 24 maja 1917     | „Isabella Innes”       | Dania           | 37          | zatopiony     |
| 24 maja 1917     | „Traveller”            | Dania           | 76          | zatopiony     |
| 25 maja 1917     | „A.H. Friis”           | Dania           | 110         | zatopiony     |
| 25 maja 1917     | „Glyg”                 | Norwegia        | 358         | zatopiony     |
| 25 maja 1917     | „Whinlatter”           | Norwegia        | 1378        | zatopiony     |
| 28 czerwca 1917  | „Corona”               | Wielka Brytania | 48          | zatopiony     |
| 29 czerwca 1917  | „Gem”                  | Wielka Brytania | 79          | zatopiony     |
| 29 czerwca 1917  | „Manx Princess”        | Wielka Brytania | 87          | zatopiony     |
| 30 czerwca 1917  | HMS „Cheerful”         | Royal Navy      | 370         | zatopiony     |
| 30 czerwca 1917  | „Germania”             | Szwecja         | 1064        | zatopiony     |
| 1 lipca 1917     | „Ariel”                | Wielka Brytania | 108         | zatopiony     |
| 2 lipca 1917     | „General Buller”       | Wielka Brytania | 72          | zatopiony     |
| 2 lipca 1917     | „Hamnavoe”             | Wielka Brytania | 57          | zatopiony     |
| 6 lipca 1917     | „Handel en Visscherij” | Holandia        | 76          | zatopiony     |
| 6 lipca 1917     | „Piet Hein”            | Holandia        | 100         | zatopiony     |
| 6 lipca 1917     | „Skjald”               | Norwegia        | 477         | zatopiony     |
| 7 lipca 1917     | HMD „Southesk”         | Royal Navy      | 93          | zatopiony     |
| 13 sierpnia 1917 | „Akassa”               | Wielka Brytania | 3919        | zatopiony     |
| 19 sierpnia 1917 | „Spectator”            | Wielka Brytania | 3808        | zatopiony     |
| 26 września 1917 | „San Zeferino”         | Wielka Brytania | 6430        | uszkodzony    |
| RAZEM            | RAZEM                  | zatopione:      | zatopione:  | 36            |
| RAZEM            | RAZEM                  | uszkodzone:     | uszkodzone: | 1             |